# Адаптивный ответ
Адаптивный ответ — одно из проявлений радиационного гормезиса. Характеристика стимулирующего эффекта малых доз радиации.

## История исследования
Адаптивным ответом была названа форма прямой репарации ДНК в E. coli, которая защищает ДНК от повреждения внешними агентами или ошибок во время репликации.
В настоящее время установлено, что адаптивный ответ представляет собой универсальную реакцию клеток на облучение в малых дозах, выражающуюся в приобретении устойчивости к поражающему действию излучения в большой дозе или других агентов нерадиационной природы.
Адаптивный ответ обратно зависит от мощности дозы облучения.

## Биомолекулярный механизм
Адаптивный ответ возникает с помощью белка ада-регулона, который ковалентно перемещает алкильную группу с повреждённой ДНК на один из своих двух активных метильных аксептора цистеина: Cys69 и Cys321. Адаптивный ответ может быть связан со стимуляцией деления здоровых клеток и системы антиоксидантной защиты, изменением изоформы хроматина, ускорением апоптоза повреждённых клеток.

## Внешние ссылки
- An Introduction to Radioadaptive Response (англ.).